# Crassula ammophila
Crassula ammophila (Toelken, 1975), è una pianta succulenta appartenente alla famiglia delle Crassulaceae, originaria delle Province del Capo, in Sudafrica.
L'epiteto specifico deriva dal greco Αμμος (Ammos, sabbia) e φίλος (philos, amato), con riferimento alle dune costiere su cui è solito trovare questa specie.

## Descrizione

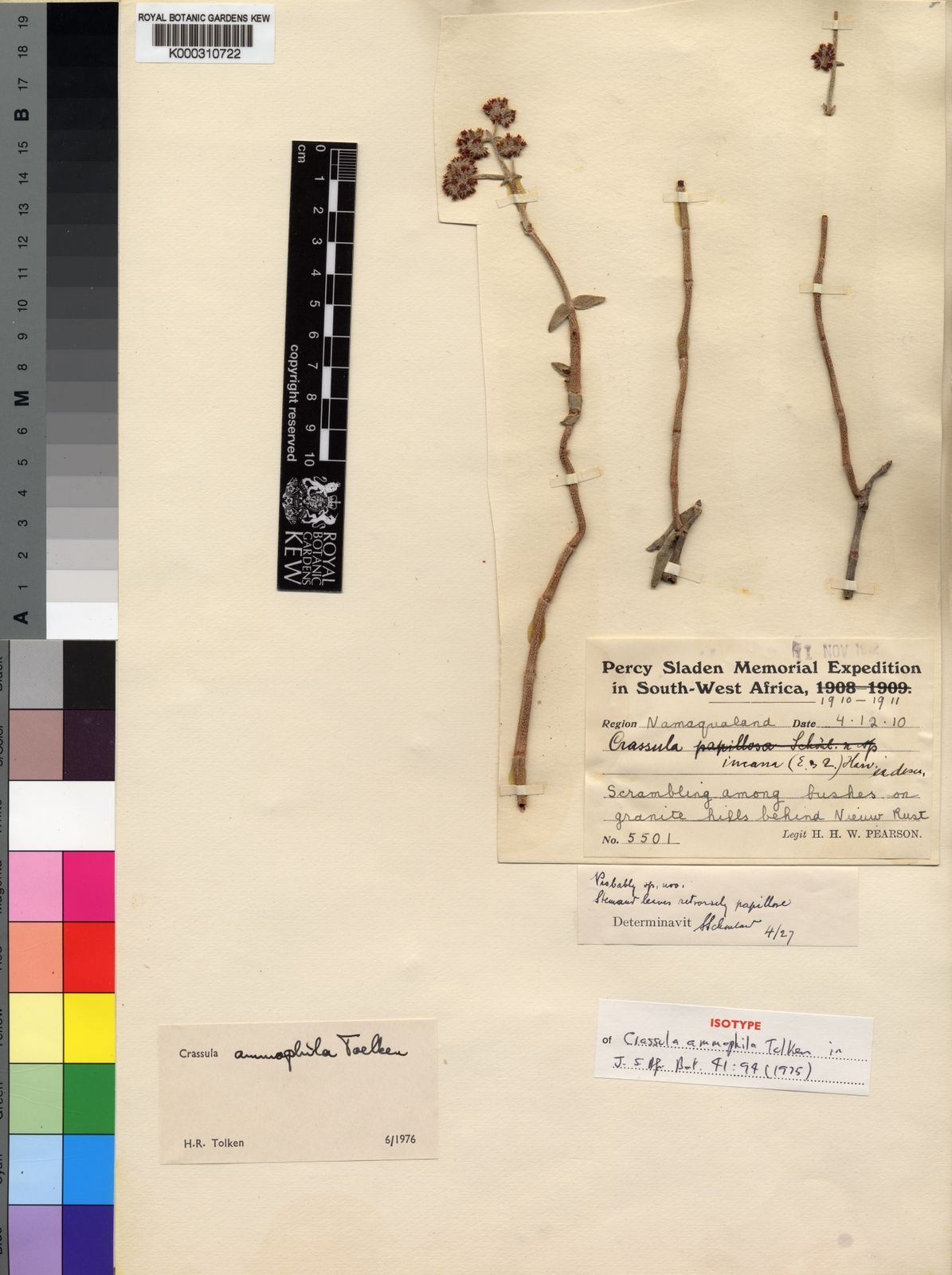
Campioni di C. ammophila di proprietà dei Kew Gardens.

C. ammophila è un arbusto perenne formato da steli fragili e ramificati, a volte a comportamento rampicante, ed in grado di raggiungere gli 80 centimetri d'altezza. Le fini radici sono di tipo fascicolato.
Le foglie succulente sono larghe 8–15 mm e larghe 3–4 mm, dalla forma oblungo-lanceolata e di colore verde-brunastro. Sono ricoperte da densi peli ricurvi e hanno le estremità appuntite.
Le infiorescenze a tirso sono unite alla pianta attraverso un breve peduncolo e su di esse si sviluppano in primavera dei piccoli fiori color crema. I sepali sono triangolari, lunghi 2,5 mm, appuntiti e con le estremità ciliate. La corolla, di forma tubolare, è composta da petali brevemente fusi tra loro alla base, di forma panduriforme e con le estremità a becco. Le antere sono di colore nero.

## Distribuzione e habitat
Si tratta di una pianta endemica della Provincia del Capo Occidentale e, nello specifico, diffusa nella fascia costiera compresa tra il fiume Holgat e la città di Saldanha. Viene classificata come "Near Threatened" in quanto il suo areale, essendo limitato ad un EOO (Extent Of Occurance) inferiore ai 4000 km2, è minacciato dall'estrazione di sabbia e dall'urbanizzazione della costa.
I suoi habitat principali sono Fynbos e Karoo succulento ed è diffusa principalmente sulle sabbie alcaline costiere della riviera atlantica.

## Coltivazione
Così come altre specie del genere Crassula, C. ammophila predilige una posizione soleggiata e un'irrigazione contenuta, in modo da evitare i ristagni idrici che sono la più grave minaccia per questa pianta. È una specie originaria di aree incluse nelle USDA Hardiness Zones tra 10a e 11b, pertanto non dovrebbe essere esposta a lungo a temperature al di sotto dei 10 °C, e comunque mai inferiori di -1,1 °C.
Come altre specie del genere Crassula si può propagare per seme, pollone o talea.